# Carlos Velázquez Castillo
Carlos Fernando Velázquez Castillo (Ciudad Sahagún, Hidalgo, 2 de junio de 1984) es un futbolista mexicano, que juega como portero y  milito en Los Cabos Fútbol Club, de la Liga de Balompié Mexicano

## Clubes
| Club                      | País   | Año         |
| ------------------------- | ------ | ----------- |
| Pachuca Juniors           | México | 2005        |
| Pachuca                   | México | 2006        |
| Indios de Ciudad Juárez   | México | 2006        |
| Jaguares de Tapachula     | México | 2007 - 2008 |
| Jaguares de Chiapas       | México | 2008        |
| Pachuca                   | México | 2008 - 2013 |
| Estudiantes Tecos         | México | 2013        |
| Mineros de Zacatecas      | México | 2014 - 2016 |
| Everton                   | Chile  | 2016        |
| Mineros de Zacatecas      | México | 2017        |
| Correcaminos de la UAT    | México | 2017 - 2018 |
| Club Universidad Nacional | México | 2019 - 2020 |
| Los Cabos FC              | México | 2020 - Act  |